# Comuna Rzeczenica
Comuna Rzeczenica (poloneză gmina Rzeczenica) este o comună rurală din powiat-ul człuchowski, voievodatul Pomerania, din partea septentrională a Poloniei. Sediul administrativ este satul Rzeczenica. Conform datelor din 2004 comuna avea 3.735 de locuitori. Întreaga suprafață a comunei Rzeczenica este 274,92 km².
În comuna sunt 7 sołectwo-uri: Breńsk, Brzezie, Gwieździn, Międzybórz, Olszanowo, Pieniężnica și Rzeczenica. Comuna învecinează cu patru comune ale powiat-ului człuchowski (Czarne, Człuchów, Przechlewo și Koczała) și două comune ale powiat-ului szczecinecki din voievodatul Pomerania Occidentală (Biały Bór și Szczecinek).
Înainte de reforma administrativă a Poloniei din 1999, comuna Rzeczenica a aparținut voievodatului Słupsk.